# Vera Tanner
Iris Vera Tanner, née le 20 novembre 1906 à Eastbourne et morte le 22 février 1971 à Alfriston, est une nageuse britannique.

## Carrière
Aux Jeux olympiques d'été de 1924, elle est engagée sur les  100 mètres et 400 mètres nage libre dames, ainsi que sur le relais 4 × 100 mètres. Elle termine 5e (et dernière) de la finale du 100 mètres en 1 min 20 s 8 (après avoir réalisé 1 min 22 s 4 en séries et 1 min 18 s 6 en demi-finale). Elle est éliminée en demi-finale du 400 mètres en 6 min 34 s (après avoir réalisé 6 min 35 s 4 en séries). Elle monte cependant sur la deuxième marche du podium du relais 4 × 100 mètres avec l'équipe britannique, tout comme lors des Jeux de 1928. Elle y est engagée sur les mêmes courses et est éliminée en demi-finale du 100 mètres et termine dernière de la finale du 400 mètres nage libre dames.